# Góry Orlickie

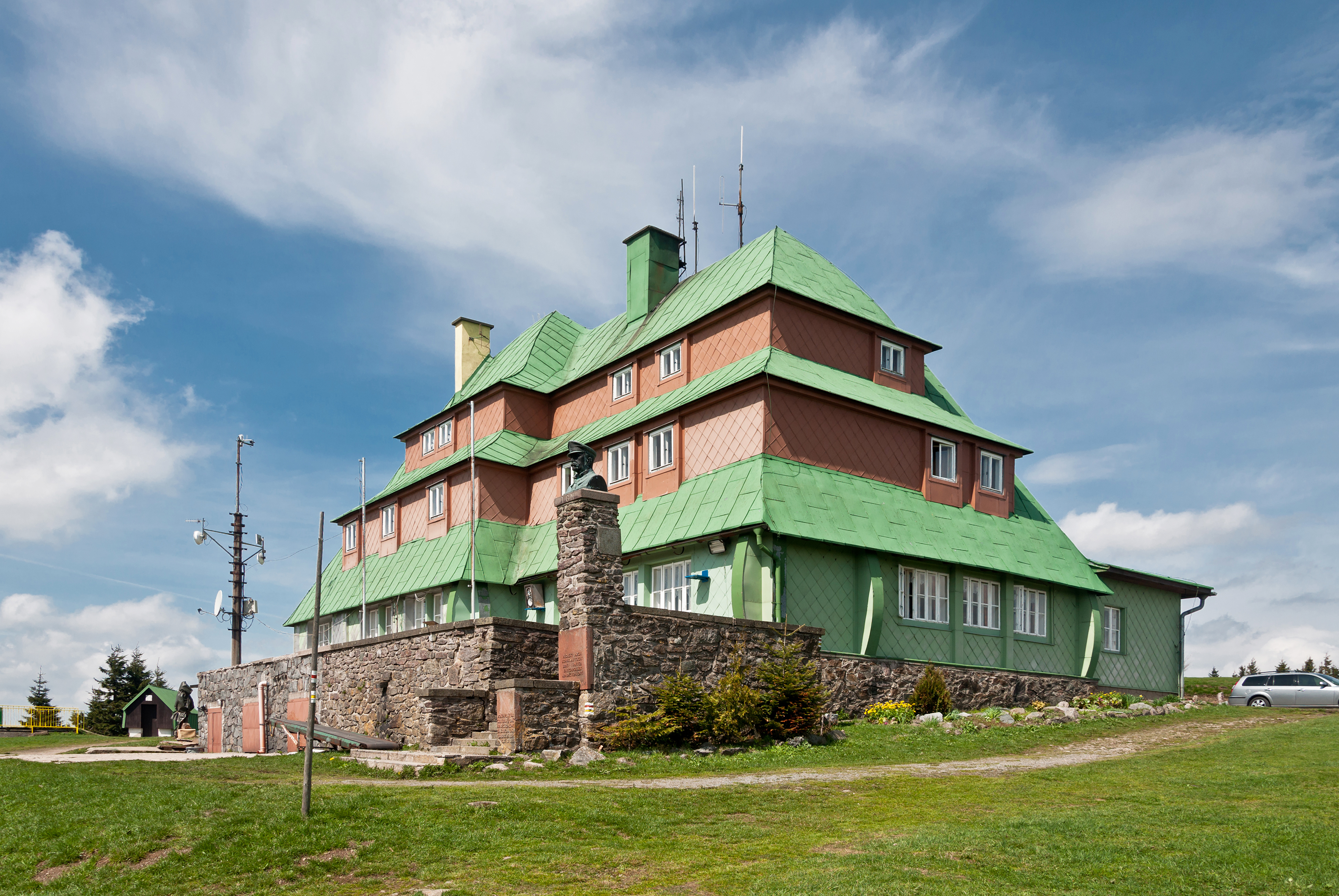
Schronisko Masarykova chata

Góry Orlickie (332.52; czes. Orlické hory, niem. Adlergebirge) – najwyższa część Sudetów Środkowych, w Czechach i Polsce; najwyższy szczyt – Wielka Desztna (Velká Deštná), 1115 m n.p.m.

## Położenie geograficzne

Od północnego wschodu graniczą z równoległymi do nich Górami Bystrzyckimi przez doliny Bystrzycy Dusznickiej i Dzikiej Orlicy. Od zachodu i północnego zachodu graniczą przez przełęcz Polskie Wrota (660 m n.p.m.) i dolinę Bystrej z Pogórzem Orlickim, na zachodzie i południowym zachodzie przechodzą w Przedgórze Orlickie (Podorlicka pahorkatina), a na południu kończą się na czeskiej wsi Heřmanice. Długość pasma to ok. 50 km.
Do Polski należy jedynie niewielki skrawek głównego grzbietu (tzw. Czeski Grzebień), większość pasma znajduje się na terenie Czech.
Po polskiej stronie znajduje się jedynie miasto Duszniki-Zdrój łącznie z dzielnicami Zieleniec, Podgórze, Graniczna oraz wsie: Witów, Zimne Wody, Jawornica.
Po stronie czeskiej znajduje się najwyższy szczyt – Wielka Desztna (czes. Velká Deštná, 1115 m n.p.m.). Po polskiej najwyższym wzniesieniem jest graniczna Orlica (czes. Vrchmezí, 1084 m n.p.m.).

## Budowa geologiczna
Góry Orlickie zbudowane są z tzw. metamorfiku bystrzycko-orlickiego, stanowiącego część tzw. metamorfiku orlicko-kłodzkiego, albo kopuły kłodzko-orlickiej. Tworzą je skały metamorficzne: głównie różne odmiany gnejsów oraz łupków łyszczykowych z wkładkami wapieni krystalicznych – marmurów kalcytowych i dolomitowych, amfibolitów, kwarcytów i in. W kilku miejscach skały metamorficzne przecięte są niewielkimi masywami granitów. Po stronie czeskiej na skałach krystalicznych leżą płaty górnokredowych piaskowców.
Góry te dzięki dużej odporności skał są słabo rozczłonkowane, mają szeroką, wyrównaną wierzchowinę z kopulastymi szczytami i łagodnymi stokami.

## Klimat
Klimat całego obszaru jest dość zróżnicowany: od ostrego, chłodnego i wilgotnego w najwyższych partiach gór (pokrywa śnieżna utrzymuje się tu ok. 110 dni w roku, a średnia temperatura roczna waha się w granicach 3-4 °C) po umiarkowany i ciepły na otwartym na południowo-zachodnie wiatry Pogórzu Orlickim.

## Roślinność

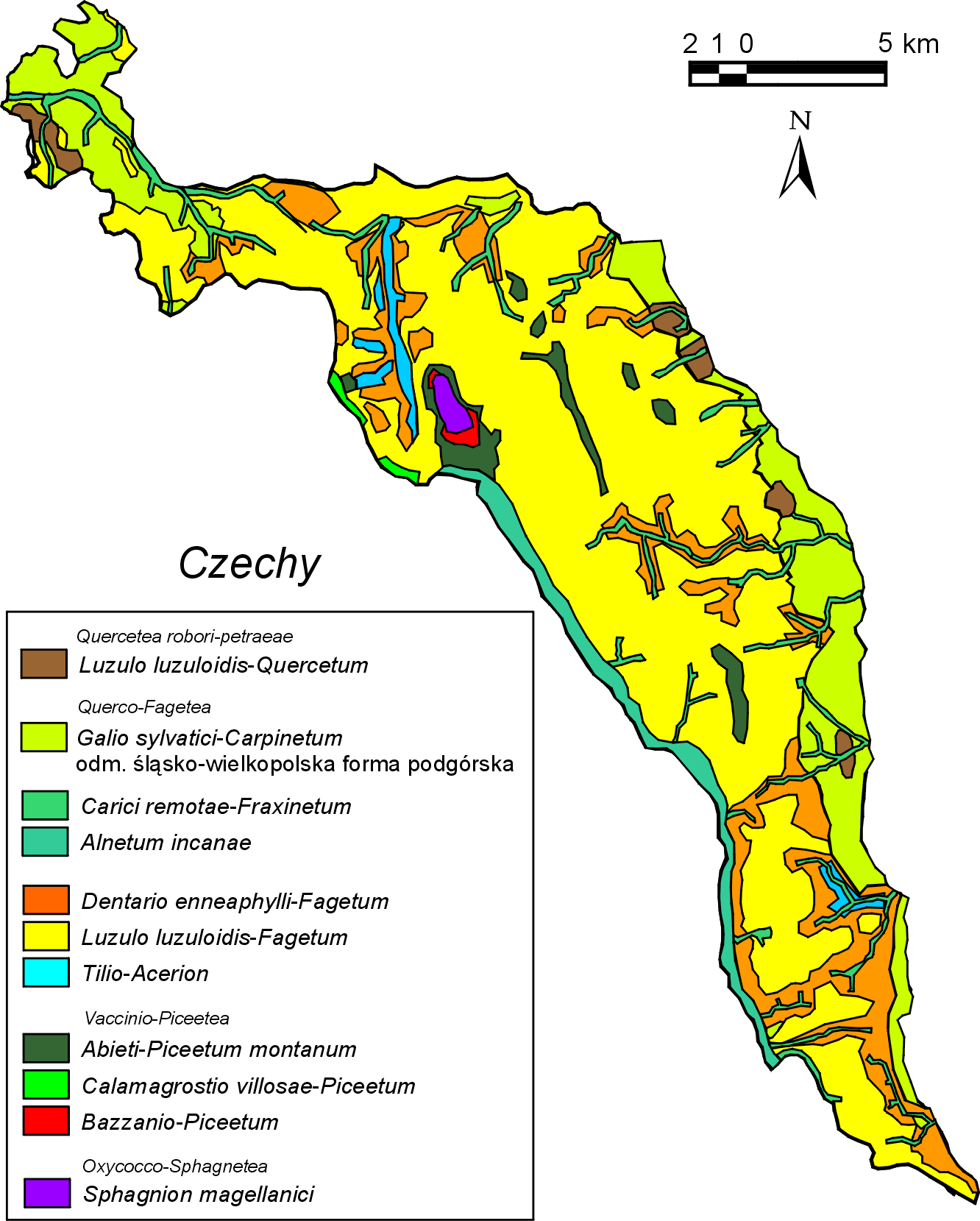
Polskie Góry Bystrzyckie, Góry Orlickie i Pogórze Orlickie – potencjalna roślinność naturalna

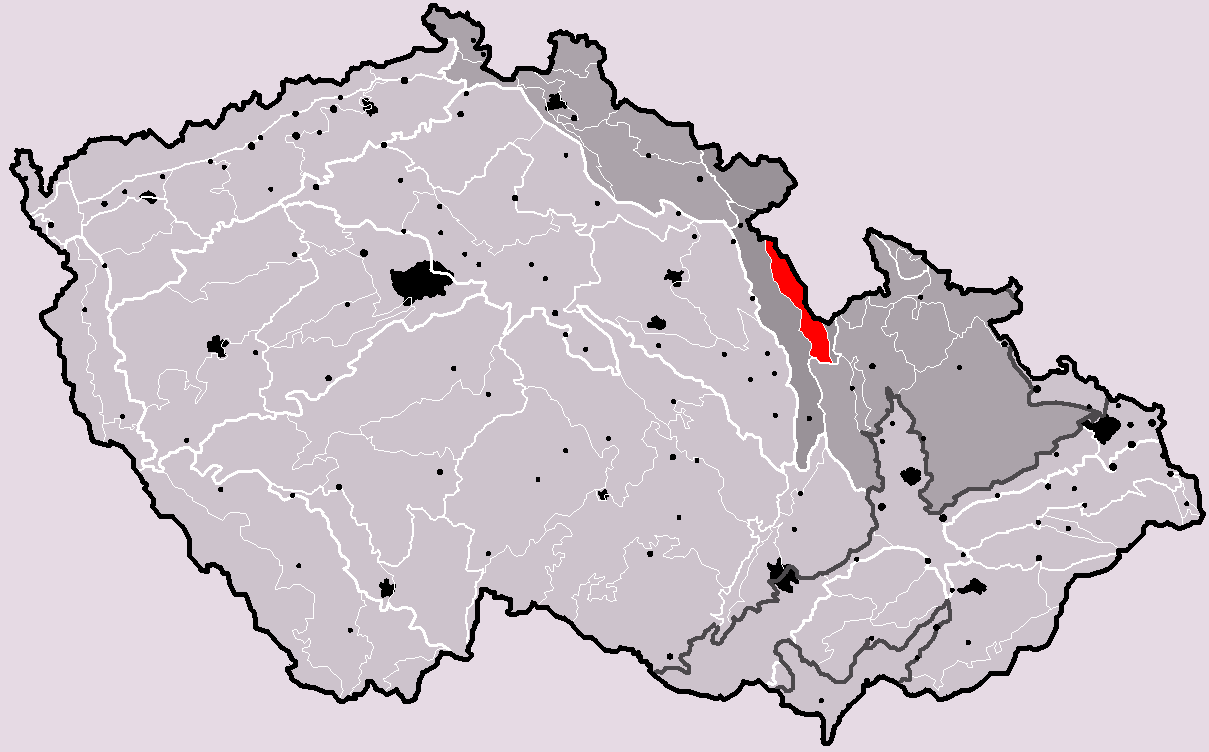
Góry Orlickie (czes. Orlické hory)

Duże rozczłonkowanie reliefu Gór Orlickich i Pogórza oraz duże różnice wysokości na stosunkowo małym obszarze powodują też znaczne zróżnicowanie przyrodnicze.
Polska część pasma porośnięta jest w większości sztucznymi lasami świerkowymi w formie monokultur, ale miejscami zachowały się naturalne lasy liściaste i mieszane (np. na zboczach Sołtysiej Kopy, Mylnej, Borsuka i in.): żyzne i ziołoroślowe buczyny, lasy jaworowe, łęgi podgórskie. W lokalnych obniżeniach terenu występują liczne młaki i torfowiska. Wokół wsi na skutek działalności człowieka wykształciły się zbiorowiska nieleśne: łąki, pastwiska. Pola uprawne zajmują niewielkie powierzchnie w okolicach Dusznik-Zdroju i Podgórza.

## Ochrona przyrody
Pozostałości naturalnego krajobrazu czeskiej części Gór Orlickich chronione są w CHKO Orlické hory. Polska część pasma wchodzi w skład obszaru chronionego krajobrazu Góry Bystrzyckie i Orlickie. Ponadto polska część Gór Orlickich wraz z doliną górnej Bystrzycy Dusznickiej są projektowanym obszarem sieci Natura 2000.

## Fortyfikacje z lat 1936–1938
Wzdłuż całego grzbietu Gór Orlickich ciągnie się pas fortyfikacji czechosłowackich z lat 1936–1938. Są to niewielkie schrony piechoty, tzw. rzopiki oraz cztery grupy warowneː Dobrošov, Hanička, Adam i Bouda. Tę ostatnią można zwiedzać w ramach turystycznej przyrodniczo-militarnej ścieżki dydaktycznej "Betonowa granica". Do zwiedzania udostępniony jest także ciężki bunkier piechoty R-S 87 Průsek nad Říčkami v Orlických horách, obiekt prowadzą w nieregularnych godzinach okoliczni hobbyści.

## Turystyka
Głównym centrum turystycznym po polskiej stronie są Duszniki-Zdrój (baza wypadowa w przyległe pasma), wieś Zieleniec jest znanym ośrodkiem narciarskim.

### Szlaki turystycznew polskiej części pasma
- fragment Głównego Szlaku Sudeckiego im. M. Orłowicza: Duszniki-Zdrój PKS – Gajowa – Kozia Hala – Droga Orlicka – Zieleniec – Lasówka (dł. 13,7 km)
- fragment: (Góry Stołowe) – Lewin Kłodzki – Taszów – Miejski Lasek – Jawornica – Zimne Wody – Kozia Hala – Sołtysia Kopa – Orlica – Zieleniec – PKS "Zieleniec skrót" – (Góry Bystrzyckie) (dł. 20,9 km)
- Lewińska Przełęcz – Lewin Kłodzki – Witów – Przeł. Polskie Wrota – Gomoła (dł. 6,7 km)
- krótki szlak dojściowy z Zieleńca do czeskiego schroniska "Masarykova chata": Zieleniec – Hutnicza Kopa – schr. "Masarykova chata" (dł. 2,6 km)
- krótki łącznikowy: Jawornica (kapliczka) – Jawornica – szlak niebieski (dł. 2,0 km)
- Niemojów – Orłowiec

### Szczyty
- Borsuk
- Chybna
- Jeleń
- Hutnicza Kopa
- Mylna
- Ołtarz
- Orlica
- Pańska Góra
- Sołtysia Kopa
- Stołek
- Šerlich
- Zielony Garb